# Paranthura japonica
Paranthura japonica is een pissebed uit de familie Paranthuridae.  De wetenschappelijke naam van de soort werd in 1909 voor het eerst geldig gepubliceerd door H. Richardson.

## Verspreiding
Paranthura japonica is een kleine, langwerpige en bijna duizendpootachtige pissebed. Het is inheems in het noordwesten van de Stille Oceaan, van Vladivostok in Rusland tot Hongkong. Geïntroduceerde populaties zijn bekend uit Californië, Frankrijk en Italië. Het komt voor in een grote verscheidenheid aan leefomgevingen, waaronder zachte sedimenten, algenbedden en mariene aangroeigemeenschappen in dokken en havens. Mogelijke vectoren voor introductie zijn onder meer aquacultuurtransfers en rompaangroei op recreatie- en commerciële vaartuigen.